# ヨアヒム・リッター
ヨアヒム・リッター（Joachim Ritter, 1903年4月3日 - 1974年8月3日）は、ドイツの哲学者。

## 経歴
哲学、神学、ドイツ語と歴史をそれぞれハイデルベルク大学のエーリッヒ・ロータッカー、マールブルク大学のハインツ・ハイムゼート、フライブルク大学のマルティン・ハイデッガー、そしてハンブルク大学のエルンスト・カッシーラーから学び、カッシーラーの元において書いた「ニコラウス・クザーヌスにおける不可知理論」(Theorie des Nichtwissens bei Nikolaus von Kues) という論文で1925年に博士号を取得した。
1932年には「アウグスティヌスの新プラトン主義的存在論の受容と変換に対する調査」(Untersuchung zur Aufnahme und Umwandlung der neuplatonischen Ontologie bei Augustinus) と題した論文により教授資格を取得。1946年から1968年で定年退職するまでミュンスター大学で哲学を教え、その間の1953年から1955年にはイスタンブールで客員教授を務めた。
また、ノルトライン＝ヴェストファーレン州研究組合（後のライン－ヴェストファーレン・アカデミー）、マインツ学術アカデミー、ドイツ学術協議会のメンバーも務めた。

## 功績
リッターの功績は、まず哲学歴史的に位置づけられている。前期の著作ではカッシーラーの、とりわけ後期中世から近代にかけての変化かつ後期古代についての考察の関係に寄与するものである。
その際、彼の主な関心は、哲学的そして人文的歴史の確実な激動における継続性と変化の関係に置かれていた。それに加えて、哲学的課題とアプローチについて、また、『学的認識の歴史性』（Geschichtlichkeit wissenschaftlicher Erkenntnis, 1938年）についての基本的な思索を行った。
第二次世界大戦後、リッターはゲオルク・ヴィルヘルム・フリードリヒ・ヘーゲルの『法哲学』（とりわけ、『ヘーゲルとフランス革命』Hegel und die französische Revolution, 1957年、和訳：出口純夫）に関しての言語学的に革新的な議論において、不和性の概念を有する、哲学の近代理論を作り上げた。
それによると、近代社会は、産業的な労働の形態が実際には伝統的な生活様式と歴史的な世界観念を壊すことにより維持している市民社会 (Bürgerliche Gesellschaft) や「抽象的な」法律、自然科学と技術といった形をとって現れる。
このようにして自然の優越性と伝統的な社会のしがらみから個々人が解放されることが初めて可能となり、このことは無条件で受け入れられたのだが、リッターによると、社会から阻害され、それゆえに初めて解放された人間的現存在からの歴史的な本質がそれでもなお主観的な内面性を通じて保持・維持されない場合において、個々人の解放とはむしろ否定的で抽象的であるとされる。
この意味において、たとえば人文科学の教育や、歴史の抽象的な喪失の償いにおける人間の自然との関わりや芸術を美化すること、また近代社会における生の真実 (Lebenswirklichkeit) の脱呪術化がなされるとされた。
また、リッターはアリストテレスに対する考察（とりわけ、『市民的生活ーアリストテレスの幸福理論について』（Das bürgerliche Leben. Zur aristotelischen Theorie des Glücks, 1956年）や『アリストテレス実践哲学の基礎』（Zur Grundlegung der praktischen Philosophie bei Aristoteles, 1960年）を通じて、実践的哲学の概念を「歴史的世界の解釈学」として発展させた。
それによると、実践的哲学の課題は先だって抽象的かつ道徳的な社会的規範 (Norm) を作ることにではなく、確固とした、歴史的に生成された真実がそれ自身に固有の理性に対して指向することにあるとする。リッターは、この固有の理性をとりわけ政治的また社会的な制度において実現されると考えた。
その理性は、近代の不和性において仮定される主体と市民的社会の関係を保証し、また確実なものとする。このような事情のもとで、リッターは、伝統的・実践的な哲学の近代における分化は、主体の内面性という観点に制限されている、外部へと、また制度として形式化された生活様式の規範的な倫理を、法・国家の理論が別の側面を分析している積極的な事実であると批判した。
また、リッターが1960年代前半から準備し1971年から幅広い同僚たちと発行した哲学事典 (Das Historische Wörterbuch der Philosophie) は、当時の哲学・人文学の教育や研究に大きく貢献した。
彼の、概念の歴史から触発された方法論的なアプローチは哲学のコンセプトの基礎をなしており、そのコンセプトとは、リッターによると、「哲学の歴史的な位置の変化や方向性・学派の対立において、哲学を次第に発展させるものである」。理論的な哲学と哲学の歴史を分けることは認められず、歴史との関係において本質として哲学的な思考のために認識されなくてはならないとした。

## 影響
リッターは戦後の最も影響力のあるドイツ人哲学者のひとりである。教育・大学制度に対して行っている、理論教育の確固とした概念に基づく政治的な活動とともに、とりわけ、ドイツにおけるいわゆる「実践哲学の復活」に寄与した人文科学の理論や実践哲学に対する思考に影響を与えた。
リッターの影響を受けた著名人には、ギュンター・ビーン、エルンスト＝ヴォルフガング・ベッケンフェルデ、マルティン・クリーレ、ヘルマン・リュッベ、オド・マルクヴァート、ラインハート・マウアー、ウィリ・エルミュラー、ギュンター・ロールモーザ、ウィルヘルム・シュミット＝ビッゲマン、ロベルト・シュペーマンなどがいる。とりわけ、ユルゲン・ハーバーマスなどの批評家は、新保守主義に帰するリッター学派に関連して発言している。

## 著作・関連書
- 出口純夫 - 『ヘーゲルとフランス革命』理想社、1966年 ASIN: B000JAA8OO